# Gandititan
Gandititan — вимерлий рід титанозаврів-завроподів із пізньокрейдяної формації Чжоутянь у Китаї. Рід містить один вид, G. cavocaudatus, відомий за частковим скелетом.

## Відкриття та найменування
Зразок голотипа Gandititan, JXGM-F-V1, був виявлений у відкладеннях формації Zhoutian в Datangkeng, район Ganxian, місто Ganzhou, провінція Цзянсі, Китай. Зразок є частковим посткраніальним скелетом, що включає шарнірну серію з шести шийних хребців, шарнірну серію з двох часткових спинних хребців, шести крижових хребців і 17 хвостових хребців, деякі ребра та частковий правий тазовий пояс.

## Опис
Довжина гандититана оцінюється в 14 метрів.

## Класифікація
Хан та ін. (2024) ввів Gandititan у філогенетичний аналіз і відновив його як сестринський таксон Abdarainurus у кладі базальних титанозаврів, включаючи Andesaurus та асортимент східноазіатських сомфоспондиланів. Раніше, у дереві свого опису Abdarainurus 2020 року, Авер’янов і Лопатін знайшли подібну кладу базальних титанозаврів, де Abdarainurus є сестринським таксоном для клади, що містить Andesaurus і Huabeisaurus. Результати філогенетичного аналізу Han et al. показані на кладограмі нижче:
|  | Andesaurus                                                  |
|  |                                                             |
|  | Baotianmansaurus                                            |
|  |                                                             |
|  | Dongyangosaurus                                             |
|  |                                                             |
|  | Huabeisaurus                                                |
|  |                                                             |
|  | \| \| Abdarainurus \| \| \| \| \| \| Gandititan \| \| \| \| |
|  |                                                             |
|  | Abdarainurus                                                |
|  |                                                             |
|  | Gandititan                                                  |
|  |                                                             |

|  | Abdarainurus |
|  |              |
|  | Gandititan   |
|  |              |

|  | Daxiatitan      |
|  |                 |
|  | Xianshanosaurus |
|  |                 |

|  | Ruyangosaurus |
|  |               |
|  | Lithostrotia  |
|  |               |

|  | Daxiatitan      |
|  |                 |
|  | Xianshanosaurus |
|  |                 |

|  | Ruyangosaurus |
|  |               |
|  | Lithostrotia  |
|  |               |

|  | Andesaurus                                                  |
|  |                                                             |
|  | Baotianmansaurus                                            |
|  |                                                             |
|  | Dongyangosaurus                                             |
|  |                                                             |
|  | Huabeisaurus                                                |
|  |                                                             |
|  | \| \| Abdarainurus \| \| \| \| \| \| Gandititan \| \| \| \| |
|  |                                                             |
|  | Abdarainurus                                                |
|  |                                                             |
|  | Gandititan                                                  |
|  |                                                             |

|  | Abdarainurus |
|  |              |
|  | Gandititan   |
|  |              |

|  | Daxiatitan      |
|  |                 |
|  | Xianshanosaurus |
|  |                 |

|  | Ruyangosaurus |
|  |               |
|  | Lithostrotia  |
|  |               |

|  | Daxiatitan      |
|  |                 |
|  | Xianshanosaurus |
|  |                 |

|  | Ruyangosaurus |
|  |               |
|  | Lithostrotia  |
|  |               |